# Liu Jianye
Liu Jianye (chin. upr.: 刘建业; chin. trad.: 劉建業; pinyin: Liú Jiànyè; ur. 17 czerwca 1987 w Shenyang) – chiński piłkarz występujący na pozycji obrońcy. Obecnie gra w drużynie Jiangsu Shuntian.

## Kariera piłkarska
Liu Jianye jest wychowankiem drużyny Shenyang Ginde, która od 2007 przyjęła nazwę Changsa Ginde. W sumie w barwach tej ekipy Liu wystąpił w 153 meczach Chinese Super League i 14 razy trafiał do siatki rywali. W 2010 podpisał kontrakt z inną chińską drużyną - Jiangsu Shuntian.
Liu Jianye w 2009 zadebiutował w reprezentacji Chin. Rok później wywalczył ze swą drużyną Puchar Azji Wschodniej. W 2011 został powołany na Puchar Azji.

## Sukcesy

### Reprezentacja Chin
- Zwycięstwo
  - Puchar Azji Wschodniej: 2010